# Villanova Biellese
Villanova Biellese – miejscowość i gmina we Włoszech, w regionie Piemont, w prowincji Biella.
Według danych na styczeń 2009 gminę zamieszkiwały 193 osoby przy gęstości zaludnienia 25,1 os./1 km².